# Конституція Казахстану

## Конституція Казахської АРСР 1926 року
В остаточній редакції була прийнята постановою Центрального виконавчого комітету Казахської АРСР 18 лютого 1926 р. за зразком Конституції РРФСР 1925 р., частиною якої тоді була автономія. Вона закріпила форму правління, політичний режим, структуру органів державної влади тощо. Згідно Конституції 1926 р. Казахстан був рівноправною республікою у складі РРФСР.

## Конституція Казахської РСР 1937 року
5 грудня 1936 р. Казахська АРСР була перетворена на повноправну союзну республіку. Тому 24 березня 1937 р. Надзвичайний 10 з'їзд Рад Казахстану прийняв першу Конституцію Казахської РСР. 
Вона була написана відповідно до Конституції РСР, мала 11 розділів та 125 статей. У ній було відображено створення в республіці основ соціалізму, затверджено суспільну власність на засоби виробництва, формування рівноправних відносин. Конституція закріпила незмінність території без згоди самої РСР тощ. Було також прописано основні права людини та громадянина: на працю, відпочинок, протести тощо.

## Конституція Казахської РСР 1978 року
20 квітня 1978 р. було прийнято другу Конституцію Казахської РСР.  Конституцію було внесено поняття "народ". Він оголошувався суб'єктом, якому належить влада, саме він приймав та проголошував Конституцію. Вона визначила національно-держдавний та адміністративно-територіальний устрій, компетенцію вищих та місцевих органів тощо. Були включені також право на житло, охорону здоров'я, користування пам'ятками культури тощо. Але Комуністична партія все ще оголошувалася "керівною та спрямовуючою силою суспільства".

## Конституція республіки Казахстан 1993 року
Прийнята 28 січня 1993 р. на IX сесії Верховної Ради Казахстану XII скликання. Конституція закріпила незалежність Казахстану та законодавчо оформлено інститут президентства. На Президента Казахстану було покладено політичну відповідальність за функціонування всієї гілки виконавчої влади на вищому та місцевому рівнях. В основі Конституції була модель парламентської республіки. Проголошувався розподіл влади на законодачу, виконавчу та судову, верховенство Конституції над іншими законами. Складалася з 4 частин, 21 розділу та 131 статті

## Конституція Республіки Казахстан 1995 року

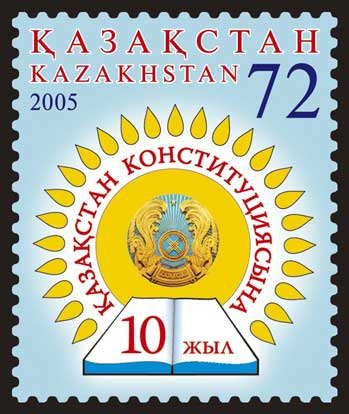
Поштова марка Казахстану 2005 року номіналом 72 тенге, випущена на честь 10-річчя прийняття Конституції Казахстану.

Преамбула Конституції говорить: "ми, народ Казахстану, об'єднаний спільною історичною долею, створюючи державність на відвічній казахській землі, усвідомлюючи себе миролюбним громадянським суспільством, що розділяє ідеали свободи, рівності та згоди, бажаючи зайняти достойне місце в світовому співтоваристві, розуміючи свою відповідальність перед нинішнім та майбутніми поколіннями, виходячи зі свого суверенного права, приймаємо цю Конституцію". Прийнято Конституцію було 30 серпня 1995 р. на всенародному референдумі. Це день є державним святом - Днем Конституції Казахстану. Але до цього вібулося понад 33 тисячі колективних обговорень проекту Конституції, в яких взяли участь понад 3 мільйони громадян. До 55 статей було внесено понад 1100 поправок та доповнень.
Конституція Казахстану складається з 9 розділів та 98 статей. Ст. 1 Конституції проголошує Казахстан демократичною, світською, правовою, соціальною державою,а ст. 2 - унітарною державою з президентською формою правління. Ст.5 проголошує ідеологічну та політичну багатоманітність. Ст. 7 оголошує державною казахську мову, але її пункт 2 закріплює рівноправну російську в державних організаціях та органах місцевого самоуправління. Розділ 2 визначає питання громадянства та права людини й громадянина,розділ 3 - "Президент", розділ 4 - "Парламент", розділ 5 - "Уряд",розділ 6 - "Конституційна Рада", розділ 7 - "Суди та правосуддя", розділ 8 - "Місцеве державне управління та самоуправління", розділ 9 - "Заключні та перехідні положення".
У 2007 р. було прийнято істотні поправки до Конституції:
- перехід до пропорційної виборчої системи,
- введено норму затвердження прем'єр-міністра парламентською більшістю та процедуру консультацій президента з партійними фракціями при призначенні глави уряду.